# Leo Ferrero
 (mars 2016).
Le contenu est difficilement compréhensible vu les erreurs de traduction, qui sont peut-être dues à l'utilisation d'un logiciel de traduction automatique.
Pour les articles homonymes, voir Ferrero (homonymie).
Leo Ferrero (né à Turin le 16 octobre 1903 et mort à Santa Fe, au Nouveau-Mexique, le 26 août 1933) est un écrivain et dramaturge italien.

## Biographie
Leo Ferrero est né à Turin dans une famille juive. Son père est le célèbre historien Guglielmo Ferrero et sa mère Gina Lombroso est écrivain, médecin, et fille du célèbre anthropologue Cesare Lombroso. En 1916, la famille déménage à Florence. Léo a une excellente connaissance du français. À partir de 1917, âgé de 14 ans, il collabore à la revue littéraire Les Jeunes Auteurs. Passionné par le théâtre, il écrit en 1919 La favola dei sette colori et Le Retour d'Ulysse en 1921, et mis en musique en 1943 par le compositeur suisse Paul Longinotti (1913-1963), et 1921 Le Retour d'Ulysse, deux drames en vers de sujets mythologiques.
Voyageant souvent avec son père dans plusieurs pays d'Europe, à Paris il est frappé par les pièces de Denys Amiel et Paul Geraldy. En 1923, il écrit Les cheveux de Bérénice et en 1924 La Madone pas la campagne, deux pièces de théâtre en trois actes, le premier sur la relation entre Catulle et Lesbia. Le second, cadre moderne, est la représentation de la vie de mari et femme selon l'inspiration intime des deux auteurs français. Cette même année, il publie avec son père La palingenesi di Roma, une histoire de l'historiographie romaine de Tite-Live à Nicolas Machiavel.
Leo Ferrero, inscrit en 1921 à la Faculté des Lettres de l'Université de Florence, a collaboré avec des articles de critique littéraire et théâtrale au quotidien milanais Il Secolo - collaboration interrompue en 1923 à la suite du fascisme rampant du journal - sur Le Monde de Corrado Alvaro, de Le Baretti de Piero Gobetti et The Literary Salon de Umberto Fracchia. La position ouvertement anti-fasciste du père engloutit toute la famille Ferrero qui se trouvait sans passeport et constamment surveillée par la police politique: ces événements ont été décrits par Leo, aussi avec ironie et humour, dans Journal d'un privilégié sous le fascisme (Diario di un privilegiato sotto il fascismo), publié à titre posthume.
En 1927 Leo Ferrero a été contraint de cesser la coopération avec The Literary Fair. Il a cependant collaboré à plusieurs journaux et magazines étrangers, tels que Le Figaro, La Dépêche de Toulouse, le New York Sunday Times, Les Nouvelles littéraires, La Revue juive, et d'autres, et l'un des promoteurs de la revue Solaria, fondée en 1926 par Alberto Carocci, l'une des meilleures revues littéraires de l'époque, avec des expériences culturelles européennes. Dans l'article Parce que l'Italie est une littérature européenne, Ferrero a estimé nécessaire que la littérature italienne fût caractérisée par un engagement moral et social fort selon le sillon ouvert par les grands romans européens du XIXe siècle, sans se livrer à l'expérimentation avant-gardiste.
Il est diplômé à la fin de 1927 avec une thèse sur Léonard de Vinci et sachant qu'il n'aura pas les perspectives de travailler librement en Italie, il a obtenu le passeport français, en 1928 déplacé à Paris, où il a fréquenté de nombreux antifascistes italiens tels que Lauro De Bosis, Giansiro Ferrata, Aldo Garosci et Carlo Levi, en particulier Andrea Caffi, mais aussi André Gide, André Malraux et Paul Valéry, qui a écrit l'introduction à son étude Léonard de Vinci ou l'art, un remaniement de la thèse, publiée dans 1929.
En 1932, il écrit l'essai Paris, dernier modèle de l'Occident, qui aborde le problème de la crise politique européenne considérée comme un fossé existant entre l'élite intellectuel et les classes de dirigeants des pays occidentaux. En France seulement, selon lui, les valeurs culturelles étaient encore accueillies par les milieux intellectuels, éminemment enracinées dans la capitale, et la classe politique et l'économie française. À Paris, Ferrero a essayé le roman. Une première tentative, Le Misanthrope de Padoue, ne le satisfait pas et il détruit le manuscrit. Le second, Espoirs, décrit les aventures d'un groupe de jeunes dont les projets, car ils sont incapables de faire face à la réalité, sont voués à l'échec.
Ayant obtenu une bourse de la Fondation Rockefeller pour une recherche sur les Indiens du Nouveau-Mexique, Ferrero part en  pour les États-Unis. À Santa Fe, il décède le 26 août 1933 d'un accident d'automobile.
Dans ses papiers, on a trouvé le drame satirique Angelica, la personnification soumise au fascisme. Leo Ferrero a laissé d'autres écrits : les collections de vers et en prose Désespoirs et La Chaîne des années, le sage Méditations sur l'Italie, L'Amérique, miroir grossissant de l'Europe, Le Secret de l'Angleterre et divers écrits de critique littéraire.

## Œuvres
- La chioma di Berenice. Le campagne senza Madonna. Drame, préface de Adriano Tilgher, Milan, Athena, 1924 ;
- Léonard de Vinci ou l'œuvre d'art, Paris, Kra, 1929 ;
- Paris, dernier modèle de l'Occident, Paris, Rieder, 1932 ;
- Angelica, Lugano, Nuove Edizioni Capolago, 1934 ;
- Espoirs, préface de Guglielmo Ferrero, Paris, Rieder, 1935 ;
- Désespoirs, Poèmes en prose, prières, pensées, préface de Gina Lombroso, Paris, Rieder, 1937 ;
- Meditazioni sull'Italia, Lugano, Nuove Edizioni Capolago, 1939 ;
- La catena degli anni. Poesie e pensieri fra i venti e i ventinove anni, préface de Gina Lombroso, Lugano, Nuove Edizioni Capolago, 1939 ;
- Amérique, miroir grossissant de l'Europe, Paris, Rieder 1939 ;
- Appunti sul metodo della Divina Commedia, Lugano, Nuove Edizioni Capolago, 1940 ;
- Il ritorno di Ulisse. La favola dei sette colori. Drammi, Lugano, Nuove Edizioni Capolago 1941 ;
- Le secret de l'Angleterre, préface de Guglielmo Ferrero, Genève, Éditions de Présence, 1941 ;
- Trois Drames. Quand les hommes rêvent ou Poids d'or. La chevelure de Berenice. Les campagnes sans Madone, Genève, Éditions de Présence, 1942 ;
- Meditaciones sobre la civilización en los Estados Unidos y en México, traduction de A. Teja Zabre, México, Cuadernos de Letras, 1942 ;
- Diario di un privilegiato sotto il fascismo, Turin, Chiantore, 1946 ;
- Il muro trasparente, a cura di M. Scotti, Milan, Scheiwiller, 1984  (ISBN 978-88-7644-019-9).